# Provinz Manu
Die Provinz Manu liegt in der Region Madre de Dios im Südosten von Peru. Die Provinz hat eine Fläche von 27.835 km². Beim Zensus im Jahr 2017 lebten 18.549 Menschen in der Provinz. Im Jahr 1993 betrug die Einwohnerzahl 13.827, im Jahr 2007 20.290. Verwaltungssitz ist die Gemeinde Salvación. Im Westen der Provinz liegt der Nationalpark Manú.

## Geographische Lage
Die Provinz Manu liegt im Südwesten der Region Madre de Dios im Amazonastiefland. Sie besitzt eine Längsausdehnung in NW-SO-Richtung von etwa 265 km sowie eine Breite von etwa 105 km. Der Norden der Provinz wird von den Flüssen Río Manú und Río Madre de Dios in ostsüdöstlicher Richtung durchflossen. Die Provinz reicht im Südwesten bis zu den vorandinen Hügelketten. Der Río Alto Madre de Dios durchfließt den zentralen Bereich der Provinz in SSW-NNO-Richtung. Unweit des Flusses befindet sich die Provinzhauptstadt Salvación. Der Río Inambari verläuft ein Stück entlang der Ostgrenze der Provinz.
Die Provinz Manu grenzt im Norden und Osten an die Provinz Tambopata, im Süden und Westen an die Region Cusco.

## Verwaltungsgliederung
Die Provinz Manu ist in vier Distrikte unterteilt. Der Distrikt Manu ist Sitz der Provinzverwaltung.
| Distrikt      | Verwaltungssitz |
| ------------- | --------------- |
| Fitzcarrald   | Boca del Manu   |
| Huepetuhe     | Huaypetue       |
| Madre de Dios | Boca Colorado   |
| Manu          | Salvación       |